# Wanderheuschrecken

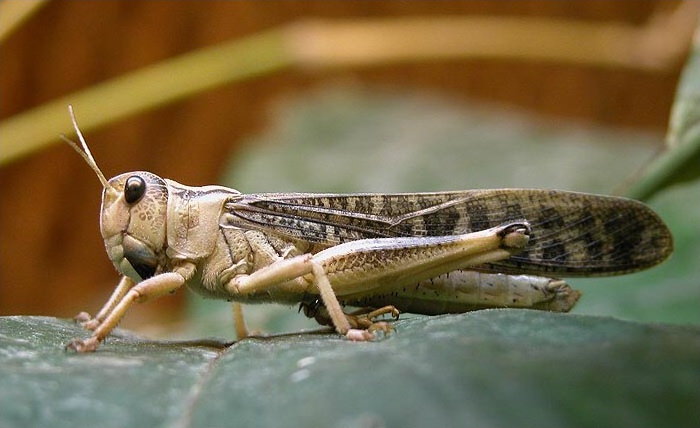
Eine Wanderheuschrecke der Art Locusta migratoria

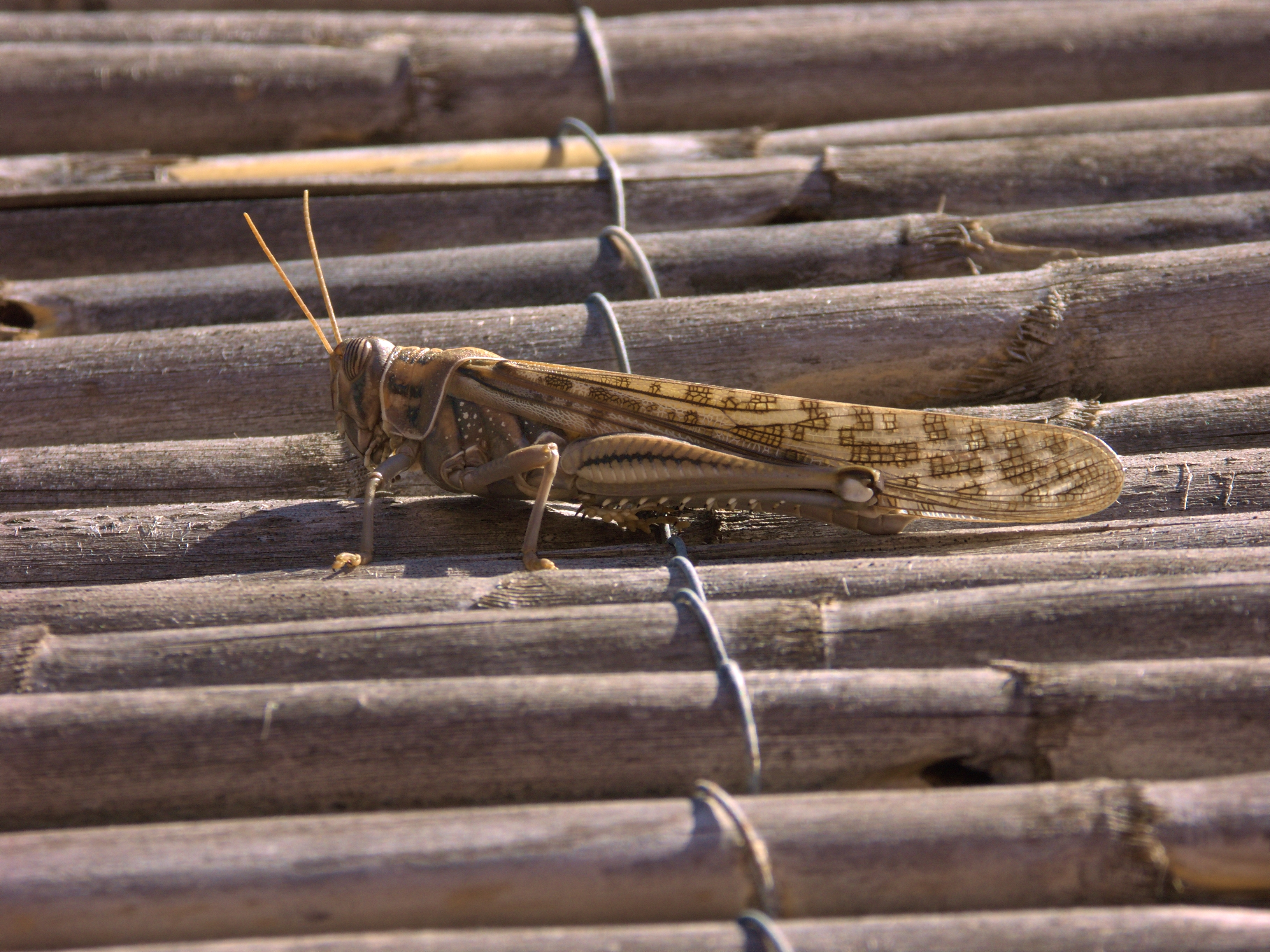
Wüstenheuschrecke

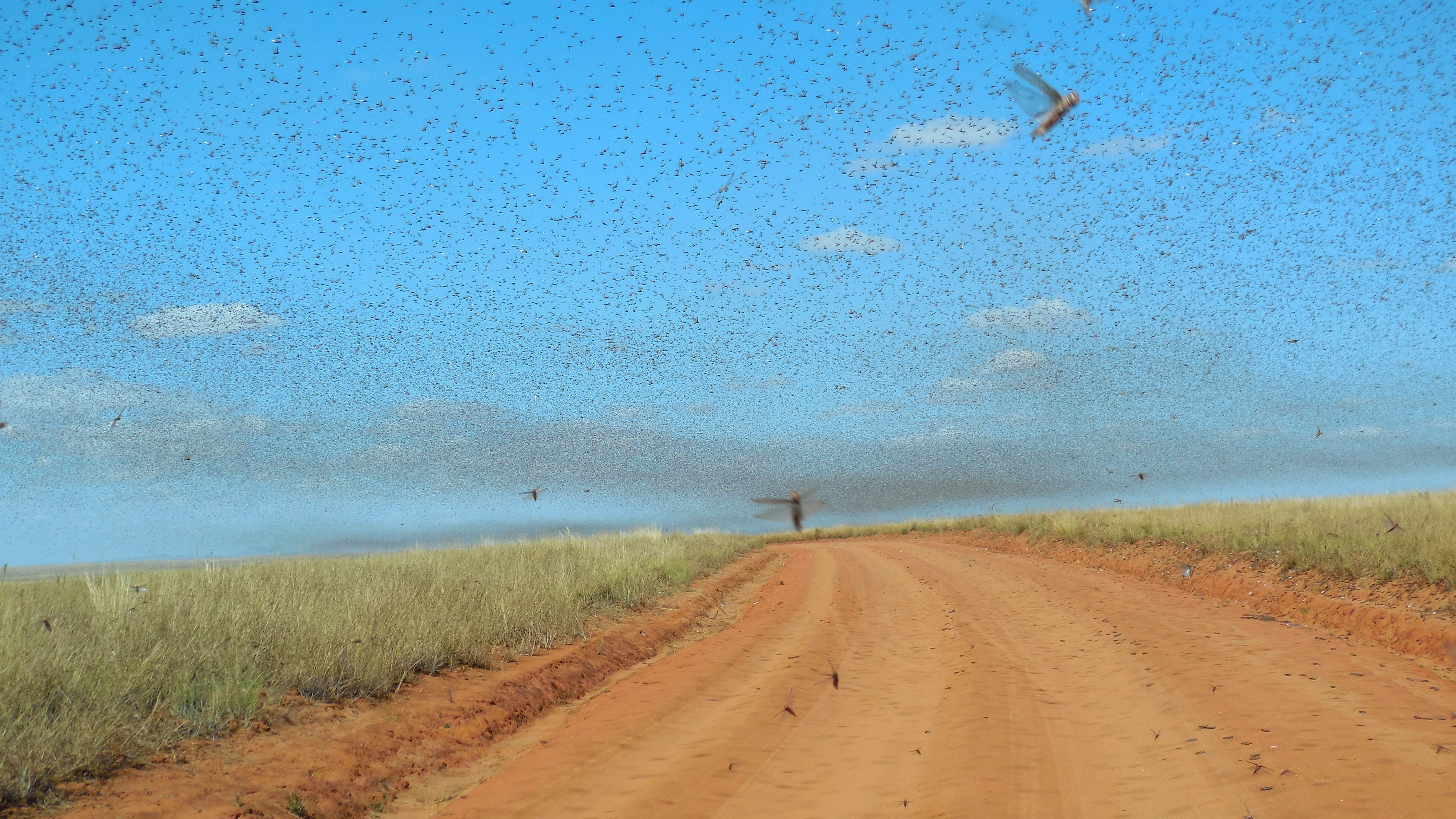
Ein Schwarm von Wanderheuschrecken (Süd-Madagaskar, 2014)

Als Wanderheuschrecken bezeichnet man Arten aus der Familie der Feldheuschrecken (Acrididae), die in zwei in Aussehen und Körperbau (morphologisch) und im Verhalten unterschiedlichen Formen (Morphen) auftreten, einer „solitären“ Form, die wie die meisten Heuschrecken einzeln lebt, und einer „gregären“ Form (oder auch Wanderform), deren Individuen sich zu großen Schwärmen zusammenschließen, die ihren ursprünglichen Lebensraum gemeinsam verlassen. Diese können bei Massenauftreten ganze Landstriche verwüsten. Etliche afrikanische Staaten werden regelmäßig von Heuschreckenschwärmen heimgesucht. Ein einziger Heuschreckenschwarm kann aus mehr als einer Milliarde Tiere bestehen, das entspricht einem Gewicht von 1.500 Tonnen. Da diese Insekten ungefähr ihr eigenes Körpergewicht an pflanzlichem Material pro Tag vertilgen, ist der wirtschaftliche Schaden für die betroffenen Länder beträchtlich.

## Definition
Wanderheuschrecken (englisch migratory locust oder auch nur locust) im engeren Sinne sind nur Arten, bei denen eine solitäre und eine Wanderform klar unterschieden werden können, auch wenn es oft Übergangsformen mit intermediärer Morphologie geben kann (zur Definition vgl.). Bei Arten, die in morphologisch klar unterscheidbaren Formen vorkommen, spricht man allgemein von Polymorphismus. Bei den Wanderheuschrecken sind die beiden Formen genetisch identisch, welche Form ausgebildet wird, wird ausschließlich durch Umweltreize bestimmt. Im Gegensatz zum meist genetisch determinierten Polymorphismus wird dafür heute der neu geprägte Begriff Polyphänismus bevorzugt. Schwarmbildend sind nicht ausschließlich die ausgewachsenen Heuschrecken (Adulti oder Imagines). Oft schließen sich bereits die Larvenstadien (bei Heuschrecken Nymphen genannt) zu großen, über Land wandernden Schwärmen zusammen. Wanderheuschrecken sind keine ganz eindeutig abgrenzbare Gruppe. Zum Beispiel gibt es einige Arten, die sich zu Schwärmen zusammenschließen, deren Individuen aber nicht von einzeln lebenden unterschieden werden können. Diese werden von einigen Autoren zu den Wanderheuschrecken gerechnet, von anderen nicht.
Die folgenden Arten werden zu den Wanderheuschrecken gerechnet:
Unterfamilie Cryptanthacridinae
- Schistocerca gregaria
- Schistocerca picifrons. Mittelamerika und nördliches Südamerika
- Schistocerca cancellata. südliches Südamerika
- Schistocerca interrita. Peru
- Nomadacris septemfaciata. Afrika südlich der Sahara und Madagaskar
- Patanga succincta. Südasien
- Austracris guttulosa. Australien. nur Adultschwärme, Phasen morphologisch nicht unterscheidbar
- Anacridium melanorhodon. Sahelzone Afrikas. Phasen an der Färbung unterscheidbar, bevorzugt Akazienblätter

Unterfamilie Oedipodinae
- Locusta migratoria. Europa, Afrika, Asien, Australien, Neuseeland
- Locustana pardalina. südliches Afrika
- Oedaleus senegalensis. Tropen der Alten Welt
- Gastrimargus musicus. Australien
- Pyrgodera armata. Mittelmeergebiet bis Zentralasien. bisher nur Nymphenschwärme beobachtet.
- Chortoicetes terminifera. Australien. schwärmende Individuen gleich gefärbt, aber unterschiedliches Verhalten.
- Austroicetes cruciata. Westaustralien.
- Aiolopus simulatrix (Synonym: A. savignyi). Afrika
- Ceracris kiangsu. China. monophag an Bambus-Arten

Unterfamilie Calliptaminae
- Calliptamus italicus. Europa, Nordafrika, Nordasien

Unterfamilie Gomphocerinae
- Dociostaurus maroccanus. Nordafrika, Mittelmeerregion bis Zentralasien
- Rhammatocerus schistocercoides. Südamerika: Brasilien
- Gomphocerus sibiricus (Synonym: Aeropus sibiricus). Europa, Nordasien

Unterfamilie Melanoplinae
- Melanoplus spretus. Nordamerika, ausgestorben
- Melanoplus sanguinipes. Nordamerika, schwärmt nur bei extremer Dichte
- Melanoplus differentialis. Nordamerika, schwärmt nur bei extremer Dichte

Unterfamilie Proctolabinae
- Coscineuta virens. Trinidad

Andere Arten, darunter die Ägyptische Wanderheuschrecke (Anacridium aegyptium, Heimat Mittelmeergebiet) werden aufgrund von Verwandtschaft und Aussehen manchmal angeschlossen, obwohl sie niemals Heuschreckenschwärme ausbilden.

## Vorkommen
Wanderheuschrecken kommen auf allen Kontinenten, mit Ausnahme der Antarktis, vor. Die Europäische Wanderheuschrecke (Locusta migratoria) trat über Jahrhunderte immer wieder in ganz Mitteleuropa auf. Die letzte große Heuschreckenplage trat in Mitteleuropa 1749 auf. Dennoch kamen die Tiere bis ins 19. Jahrhundert hinein noch am Unterlauf der Donau und in den Wolgasteppen vor. Mittlerweile ist sie in Europa selten geworden. In Afrika treten hingegen vier Arten von Wanderheuschrecken auf: die Wüstenheuschrecke (Schistocerca gregaria), die Wanderheuschrecke, die Rote Heuschrecke (Nomadacris septemfasciata) sowie die Braune Heuschrecke (Locustana pardalina). Die in Afrika häufigste und den größten Schaden anrichtende Art ist die Wüstenheuschrecke. Ihr Vorkommen reicht von Nordafrika und Südeuropa bis in die Steppen Kasachstans und nach Indien. In Zentralasien sind, neben der Europäischen Wanderheuschrecke, die Italienische Schönschrecke und die Marokkanische Wanderheuschrecke am meisten gefürchtet.
In den östlichen Teilen Australiens ist der Australian plague locust (Chortoicetes terminifera) weit verbreitet und richtet dort den größten ökonomischen Schaden an.

## Phasen/Formen
Wanderheuschrecken kommen in zwei Formen vor, und zwar als weitgehend ortstreue, einzeln lebende Tiere (solitäre Phase) und als umherziehende Schwarmtiere (gregäre Phase). Der Übergang von der solitären zur gregären Phase wird durch das Hormon Serotonin ausgelöst, das produziert wird, wenn sich genügend solitäre Tiere treffen, insbesondere berühren. Entscheidend für die Wandelung zu Schwarmtieren ist die Menge der Artgenossen, die die Tiere sehen, riechen oder spüren, wenn sich ihre Hinterbeine berühren. Das Schwarmverhalten geht mit einer Zunahme der Serotonin-Konzentration in Teilen des Nervensystems einher.
Die beiden Phasen unterscheiden sich sowohl im Verhalten und in der Färbung als auch morphologisch (z. B. Verhältnis Flügellänge zu Länge des Sprungbeins). Die morphologischen Unterschiede zwischen den solitär lebenden und den schwärmenden Heuschrecken sind so groß, dass sie bis in die 1920er Jahre unterschiedlichen Arten zugeordnet wurden. Solitäre Heuschrecken haben im Gegensatz zu gregären eine größere Vermehrungsfähigkeit, leben unauffällig in meist abgelegenen Gebieten und sind nicht von wirtschaftlicher Bedeutung; gregäre dagegen halten sich in Gruppen auf, weisen ein charakteristisches Nachahmungsverhalten und eine synchrone Entwicklung auf und wandern schließlich aus ihren Rückzugsgebieten gemeinsam aus.

## Lebensweise am Beispiel der Afrikanischen Wüstenheuschrecke
Im Gegensatz zu anderen Heuschreckenarten legen die Weibchen der Afrikanischen Wüstenheuschrecke nicht einmal, sondern mehrmals im Jahr ihre Eier. Die Embryonalentwicklung dauert bei einer Temperatur von 36 °C etwa 20 Tage. Der Schlupf der Tiere erfolgt nur bei sehr hoher Luftfeuchtigkeit, im Allgemeinen also während oder nach einem Regen. Nach dem Schlupf durchlaufen die zu den hemimetabolen Insekten zählenden Heuschrecken fünf Larven- und Nymphenstadien, von denen jedes durch eine Häutung abgeschlossen wird. Während das erste Stadium (wurmförmige Larve) fünf Tage in Anspruch nimmt, dauern alle weiteren etwa sechs Tage. Nach der letzten Häutung benötigen die Heuschrecken noch etwa 16 bis 18 Tage zur Geschlechtsreife.
Die in der solitären Phase einzeln lebenden Tiere sind an das trockene Klima von Halbwüsten angepasst. Begünstigen die ökologischen Bedingungen wie hohe Temperatur, lockere Bodenbeschaffenheit und Regen die Eientwicklung und übersteigt die Populationsdichte – also die Individuenzahl pro Fläche – ein bestimmtes Maß, werden Nachkommen hervorgebracht, die sich von der Ausgangspopulation sowohl äußerlich als auch im Verhalten unterscheiden. Nach wenigen Generationen hat sich so die typische Wanderform gebildet (gregäre Phase), deren Individuen größer und dunkler sind und über größere Flügel verfügen. Bei der Afrikanischen Wüstenheuschrecke liegt die Vorzugstemperatur für den Übergang von einer Phase zur anderen zwischen 20 und 30 °C. Massenwanderungen als Ausdruck höchster Aktivität finden nur zwischen 27 und 40 °C statt. Das Schwarmverhalten wird neuester Forschung zufolge ausgelöst, wenn die Tiere häufig Berührungsreize von Artgenossen an ihren Hinterfüßen empfangen, wenn sie also in dichter Menge umherlaufen. Die Umwandlung selbst von einer Phase zur anderen wird wahrscheinlich durch ein oder mehrere Gregarisierungspheromone gesteuert.
Bei Heuschrecken geht man aufgrund von Verhaltensversuchen von folgenden Pheromontypen aus:
- Gregarisierungspheromone, die den Übergang von der solitären zur gregären Phase bewirken
- Solitarisierungspheromone, die den Übergang von der gregären zur solitären Phase bewirken
- Reifungspheromone, die die rasche Reifung der Tiere bewirken
- von Männchen produzierte Pheromone, die die Eiablage stimulieren
- Sexualpheromone
- Aggregationspheromone, die das „Zusammenrotten“ der Heuschrecken unterstützen.

## Wanderheuschrecken und der Mensch

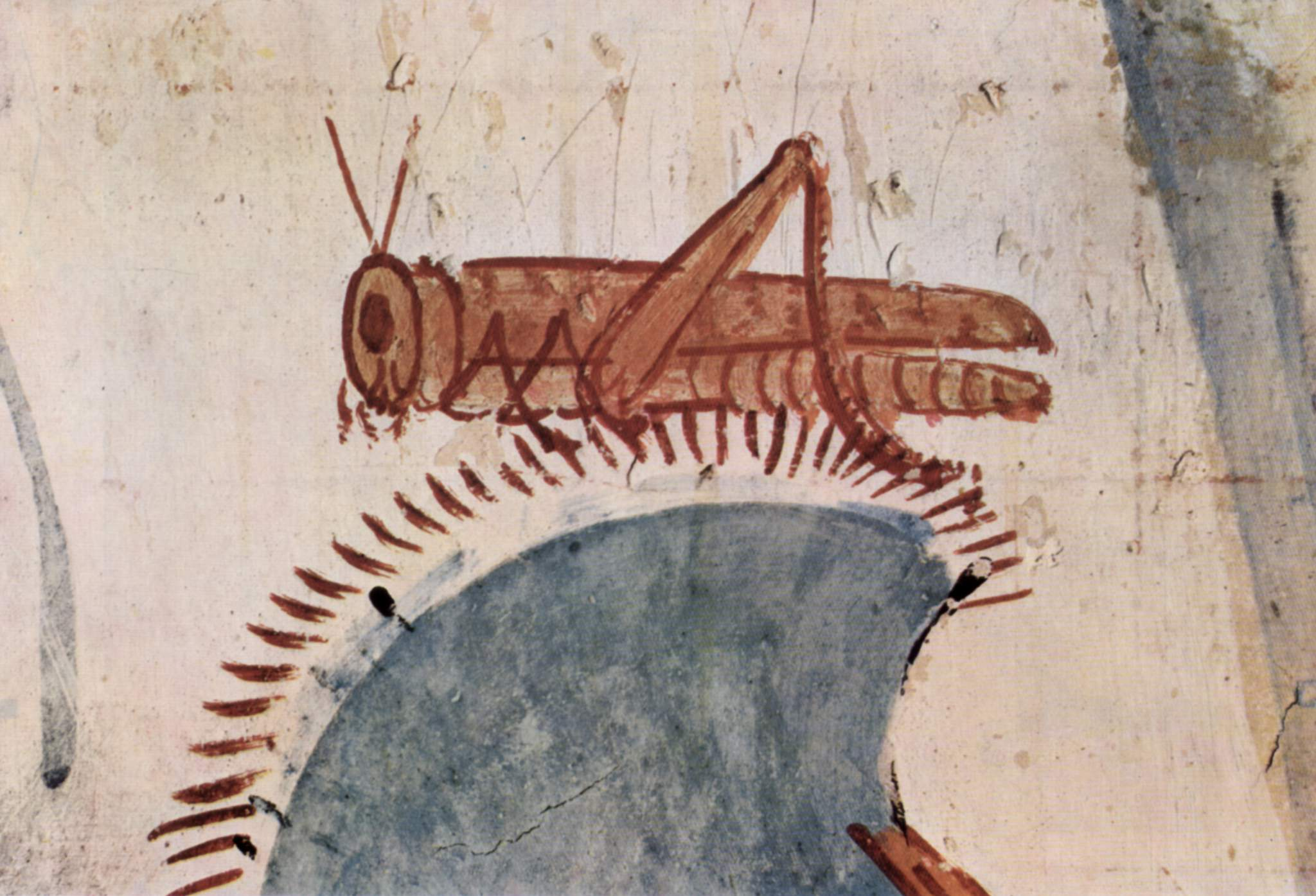
Malerei in der Grabkammer des Horemhab (Ägypten, 15. Jh. v. Chr.)

### Plagen und Bekämpfung

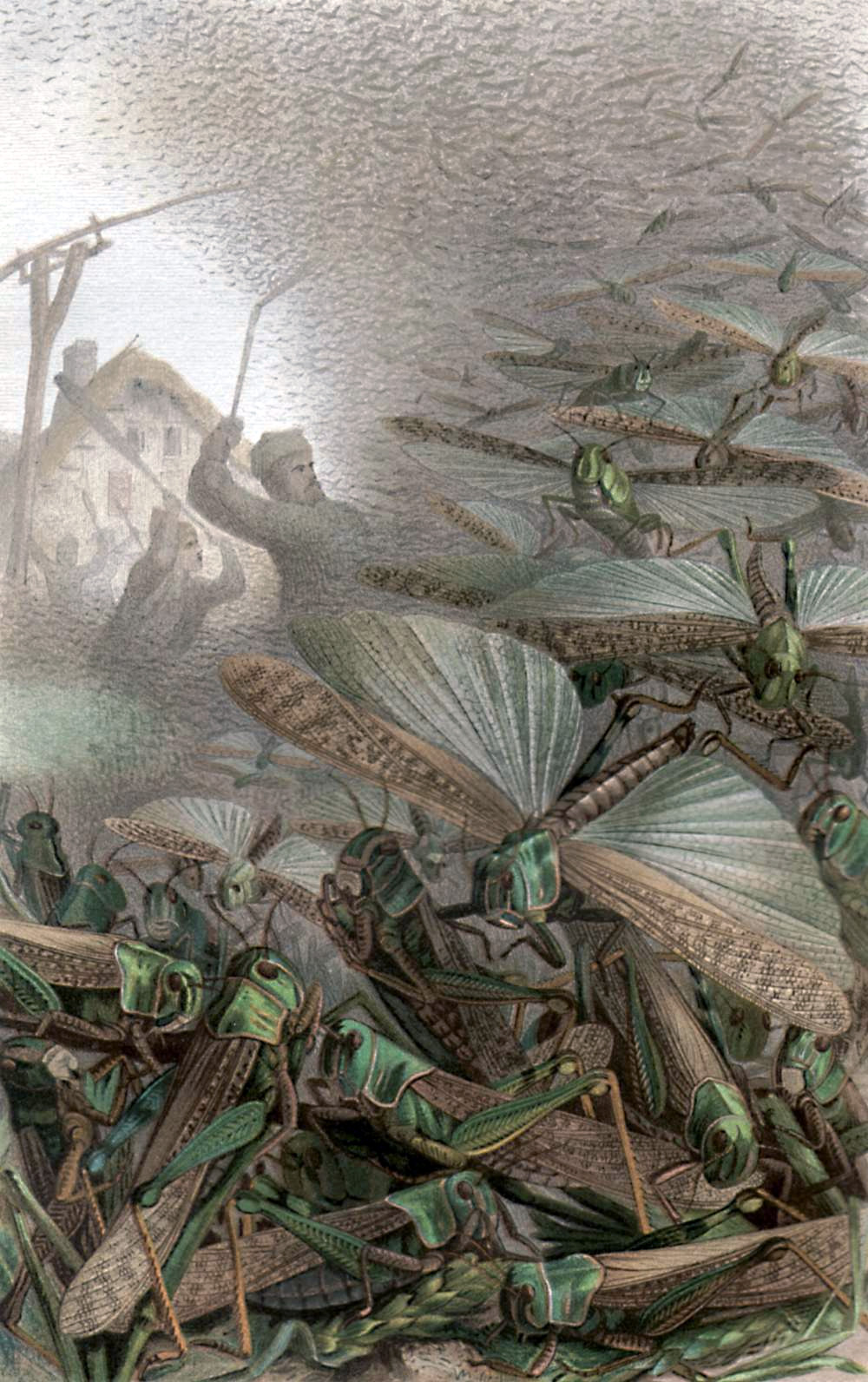
Ein Schwarm Wanderheuschrecken fällt als Plage über das Korn her: Bildtafel aus Brehms Tierleben 1884

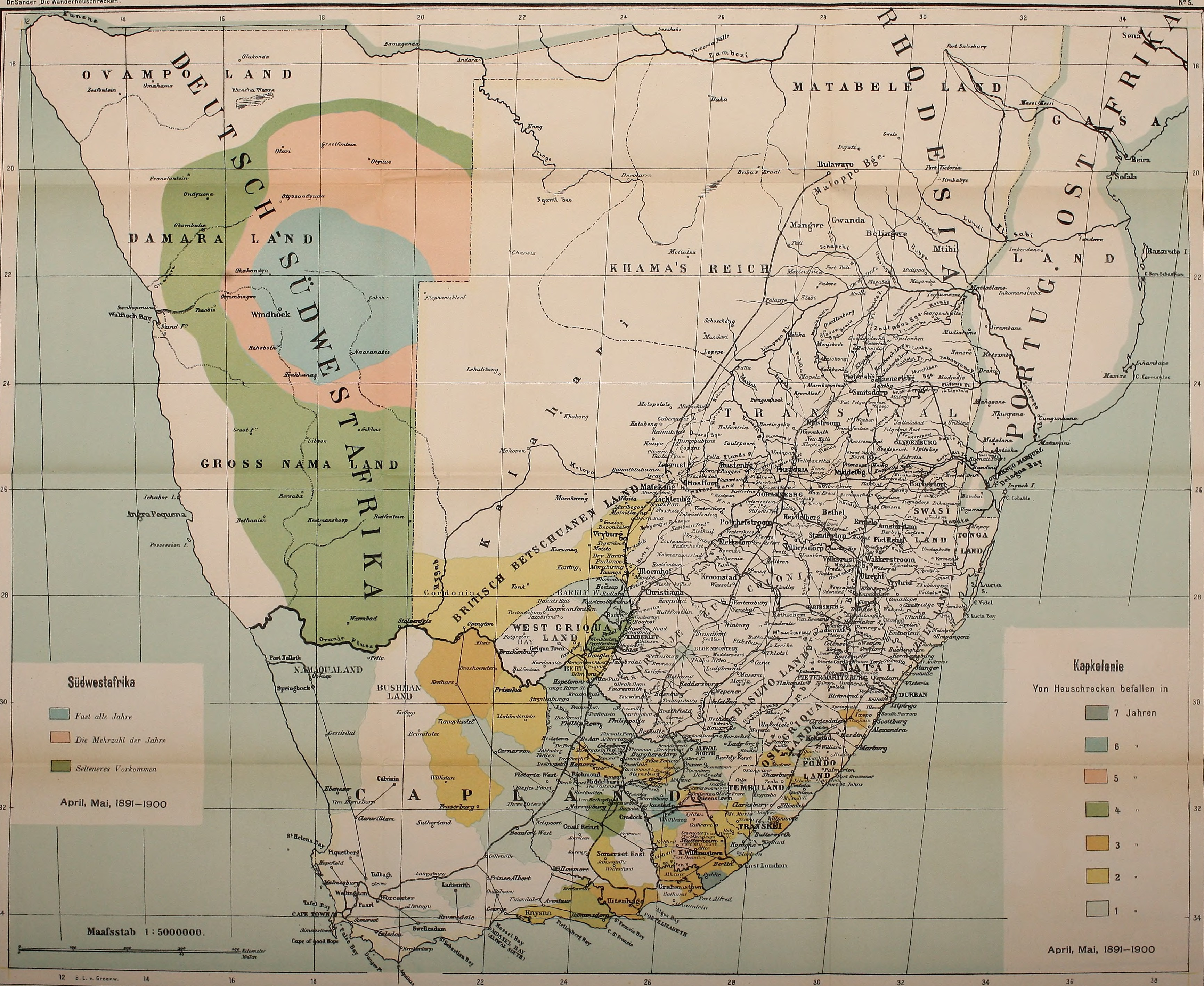
Karte mit den Gebieten in Süd- und Südwestafrika, die in den Jahren 1891–1900 von Wanderheuschrecken befallen wurden

In Schwärmen auftretende Wanderheuschrecken können große Teile landwirtschaftlich angebauter Pflanzen vernichten. Schon in vorgeschichtlicher Zeit wurden menschliche Siedlungen von gefräßigen Schwärmen der Wanderheuschrecken heimgesucht.
Um das Anwachsen der Heuschreckenpopulationen zu unterbinden, setzt man heute Insektizide wie Organophosphate (z. B. Malathion), Carbamate (z. B. Bendiocarb) und synthetische Pyrethroide (z. B. Deltamethrin) ein, so dass die Zahl der Larven reduziert wird. Intensiv wird auch nach biologischen Heuschreckenbekämpfungsmitteln (wie Pheromonen) geforscht. Diese lassen eine artspezifische Bekämpfung der Heuschrecken zu, schädigen nicht die natürlichen Feinde der Heuschrecken und führen allenfalls zu geringen Umweltbelastungen.
Ähnliche Wirkungen erzielt man mit den Inhaltsstoffen des Niembaumöls. Die wichtigsten Wirkstoffe sind Azadirachtin, Salannin, Meliantriol, Nimbin und Nimbidin. Azadirachtin ist der Hauptbestandteil des Niemöls und wird aus den gepressten Samen des Niembaumes gewonnen. Der Stoff hemmt die Larvenentwicklung, während Meliantriol die Nutzpflanzen direkt schützt und Wanderheuschrecken abschreckt. Für Menschen, Säugetiere und viele andere Insekten sind die Niemwirkstoffe dagegen relativ unschädlich.
Haben sich die Tiere bereits zu einem Schwarm zusammengeschlossen, werden handelsübliche Insektizide eingesetzt. Am wirkungsvollsten ist dies in der Morgendämmerung, wenn die Tiere noch inaktiv sind. Zu diesem Zeitpunkt kann dann per Flugzeug eine große Menge Insektizid über dem Gebiet verteilt werden, um idealerweise den ganzen Schwarm zu töten.
In China wurden um die Jahrtausendwende Enten erfolgreich gegen eine Heuschreckenplage eingesetzt.

### Wanderheuschrecken als Lebensmittel
In der Europäischen Union ist eine Wanderheuschreckenart, die Europäische Wanderheuschrecke (Locusta migratoria), seit 12. November 2021 als Lebensmittel zugelassen. In der Schweiz ist diese bereits seit dem 1. Mai 2017 als Lebensmittel zugelassen. Diese Heuschrecken dürfen damit unter bestimmten Voraussetzungen als ganze Tiere, zerkleinert oder gemahlen als Lebensmittel an Verbraucher abgegeben werden.